# Butterfly mind
Butterfly mind is het zevende studioalbum van Tim Bowness.
Bowness schakelde weer een hele lijst aan gastmusici in voor zijn album. Voor dit album kwamen de meeste bijdragen van Nick Beggs (basgitaar) en Richard Jupp (drums). Deze hoeveelheid aan gasten zorgde ervoor dat de wat eentonige zang van Bowness ondersteund werd door wisselende muziek. Het album werd gemixt en gemasterd door Bowness’ maatje Steven Wilson.
De plaat zou eerst in juni 2022 worden uitgebracht ter viering van zijn 40-jarige muziekcarrière, maar moest vanwege logistieke problemen uitgesteld worden tot augustus 2022. Om de tijd te vullen werden Always the stranger, Dark Nevada dream en Glitter fades als single (digitaal) vrijgegeven. 

## Musici
- Tim Bowness – zang, gitaar, toetsinstrumenten
- Brian Hulse – gitaren
- Nick Beggs – basgitaar, Chapman Stick (uit de band rond Steven Wilson)
- Richard Jupp – drumstel (speelde bij Elbow)

met
- Ian Anderson – dwarsfluit (1, 4); lid van Jethro Tull
- Peter Hammill – zang (1); gitaar (4); lid van Van der Graaf Generator
- Martha Goddard – achtergrondzang (2, 7, 8); lid van The Hushtones
- Nicola Alesini – saxofoon (3)
- Saro Cosentino – samples (3)
- Devon Dunaway – achtergrondzang (3, 4, 10)
- Dave Formula – toetsinstrumenten (3, 6, 10, 11); ex-lid van Magazine en Visage
- Gregory Spawton – baspedalen (7); lid van Big Big Train
- Stephen W. Taylor – klarinet (8), lid van de band rondom Kate Bush
- Ben Coleman - viool (9, 10, 11), lid van no-man
- Mark Tranmer – gitaren (9)

## Muziek
| Nr. | Titel                                                       | Duur |
| --- | ----------------------------------------------------------- | ---- |
| 1.  | Say your goodbyes, part 1 (Bowness)                         | 2:22 |
| 2.  | Always the stranger (Bowness)                               | 2:50 |
| 3.  | It’s easier to love (Bowness, Hulse)                        | 5:13 |
| 4.  | We feel (Bowness, Hulse)                                    | 4:53 |
| 5.  | Lost player (Bowness)                                       | 3:13 |
| 6.  | Only a fool (Bowness, Hulse)                                | 4:33 |
| 7.  | After the stranger (Bowness)                                | 1:15 |
| 8.  | Glitter fades (Bowness, Hulse)                              | 4:50 |
| 9.  | About the light that hits the forest floor (Bowness, Hulse) | 3:49 |
| 10. | Dark Nevada dream (Bowness, Hulse)                          | 8:20 |
| 11. | Say your goodbyes, part 2 (Bowness)                         | 1:59 |

Het album werd bij een speciale editie aangevuld met een tweede compact disc met alternatieve opnamen, remixen en demo’s.